# 블라디미르 리신

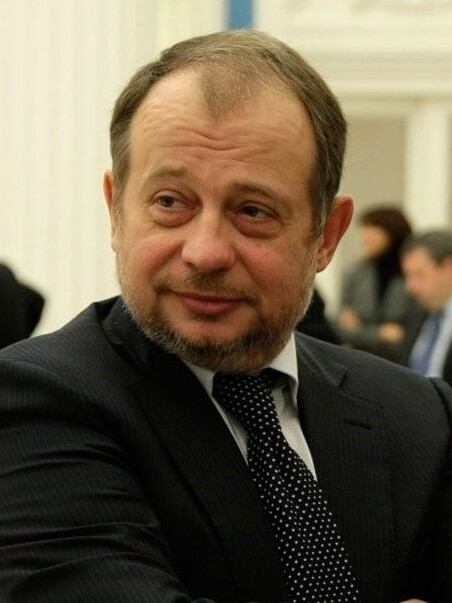
블라디미르 리신

블라디미르 세르게예비치 리신(러시아어: Влади́мир Серге́евич Ли́син, 1956년 5월 7일 ~ )은 러시아의 기업인으로 노보리페츠키 금속 종합제철을 소유하고 있으며 재산은 2010년 《포브스》 발표 203억 달러로 러시아 1위이다.
1993년 여러 알루미늄 공장의 이사회 의원으로 일했고 부서장 엔지니어 겸 부고문 이사로 카자흐스탄의 4대 생산 공장에서 근무했고 1996년 ~ 1998년에는 노보리페츠키 금속 종합제철의 회장을 지냈다.
지금도 활발한 저술 활동을 벌이며 많은 상을 수상하였다.